# 花月堂李州
花月堂 李州（かげつどう りしゅう、生没年不明）は陸奥国八戸藩の女流俳人。7代藩主南部信房の側室でもある。

## 生涯・概要
通称は森川とゑという。江戸の町家の出身と言われている。女性ながら花月堂を号し、一門を築きあげた。花月堂の流派は現在も八戸市において継承され、八戸俳諧倶楽部が引き継いでいる。
墓所は東京都港区三田の薬王寺 (東京都港区)にあり、辞世の句が刻まれている。